# Hannibal Gaddafi
Hannibal Muammar Gaddafi  (em árabe: هانيبال معمر القذافي nascido em 20 de setembro de 1975, em Tripoli, na República Árabe da Líbia) é um empresário líbio, e quarto filho de Muammar Gaddafi e sua segunda esposa, Safia Farkash. De formação médica e militar, fêz de sua vida particular uma seção de trivialidades de jornais ocidentais 
Causou tensões diplomáticas com a Suíça, quando foi preso com sua esposa Aline em 2008, em Genebra, acusado de violência contra os trabalhadores domésticos, e libertado sob fiança. Tripoli pediu "desculpas" para a Suíça e caso foi arquivado.
Em 2005, os tribunais franceses o condenou a quatro meses de prisão com prorrogação devido a sua atitude violenta contra a sua parceira grávida
Em 2010, a Suíça pagou 1,5 milhões de francos suíços (1,1 milhões) para Hannibal Kadafi para a libertação de um executivo suíço mantido refém na Líbia 
Por causa da guerra civil que derrubou seu pai, decidiu ir para a Argélia com seus irmãos Mohammed e Aisha, e sua mãe e sobrinhos. De acordo com a agência de notícias egípcia Mena, deixaram a Líbia em um comboio de seis Mercedes-Benz blindados. Mais tarde, o representante da Argélia na ONU, confirmou que haviam chegado ao seu país através da cidade fronteiriça de Gadamés às 8:45 hora local.